# Gegepterus
Gegepterus (лат.) — род птерозавров из подсемейства Ctenochasmatinae семейства ктенохазматид с единственным видом Gegepterus changi, найденный в нижнемеловых отложениях формации Исянь (Ляонин, Китай).

## Название
Название роду в 2007 году дали Александр Келлнер, Диоген де Альмейда Кампос, Ван Сяолинь и Zhou Zhonge. Типовым видом является Gegepterus changi. Название рода происходит от манчжурского ge ge — титул принцессы, со ссылкой на изящные очертания костей образца, и латинизированное греческое слово πτερόν — «крыло». Видовое наименование дано в честь женщины-палеонтолога Chang Meemann, которая на многие годы установила тёплые отношения между бразильскими и китайскими авторами. В 2008 году Wang исправил эпитет на changae, но подобные изменения больше не допускаются Международным кодексом зоологической номенклатуры.

## Описание
Gegepterus известен по двум образцам. Первый — голотип IVPP V 11981, найденный в 2001 году в серых сланцах из нижней части пласта (датируется 125 миллионами лет), недалеко от Бэйпяо. Он представляет собой раздавленный и частично повреждённый скелет почти взрослой особи и включает череп с нижней челюстью, шейный и крестцовый позвонки, рёбра, гастралии («брюшные рёбра»), остатки плечевого пояса и задних конечностей, вместе с остатками мягких тканей черепа, гастралий и глазниц. К сожалению, на мягких тканях не видна структура, за исключением одного маленького участка неразветвлённых волокон на затылочной части головы. Челюсти сильно удлинённые, морда плоская и вогнутая на вершине, с низким и тонким гребнем. Лоб слегка выдаётся вперёд. Шейные позвонки удлинены.
Авторы отнесли его к семейству ктенохазматид, исходя из наличия длинного клюва с множеством игольчатых зубов, около 150 в общей сложности. Это первая бесспорная находка ктенохазматид в формации Исянь, поскольку останки других предполагаемых представителей этого семейства не сохранили челюстей. Ко всему прочему, это первая находка особи-подростка среди некоторых известных видов.
В 2011 году был описан второй, меньший образец, IVPP V 11972, который содержал бо́льшее количество известных элементов скелета и более обширное покрытие волосоподобных структур. 